# 1997 - Il principio dell'arca di Noè
1997 - Il principio dell'arca di Noè (Das Arche Noah Prinzip) è un film di fantascienza del 1984, diretto da Roland Emmerich.
Film di fantascienza drammatico che apre delle problematiche sui rapporti tra Stati Uniti d'America ed Europa e tra scienziati e militari.

## Trama
Il film si svolge nel 1997, 13 anni nel futuro rispetto all'uscita nelle sale. Sulla stazione spaziale euro-statunitense "Florida Arklab" si svolgono rilevamenti meteorologici ed esperimenti scientifici per modificare il clima di alcune zone della Terra. Successivamente a un colpo di Stato in Arabia Saudita, ai due astronauti Max e Billy presenti sulla stazione viene chiesto di effettuare pesanti irraggiamenti in Medio Oriente. In seguito al loro rifiuto, verranno sospesi dall'incarico e sostituiti da un nuovo equipaggio, formato anche dalla moglie di Max.
I due scopriranno che le attività di irraggiamento altro non sono che tentativi militari di mascherare una controffensiva al colpo di Stato in Arabia. Il reattore della stazione non regge al sovraccarico e solo Billy ed Eva riusciranno a salvarsi fortunosamente a bordo di uno shuttle. La loro testimonianza è però pericolosa: l'Arklab con la sua azione ha originato sulla Terra tempeste con milioni di vittime. I due astronauti verranno portati altrove, mentre il telegiornale informa della loro morte a causa di presunte radiazioni assorbite nello spazio.

## Premi
Candidato all'Orso d'oro al Festival di Berlino e come miglior film all'International Fantasy Film Award, Fantasporto 1986.